# Ферраро, Джеральдин
Джеральдин Энн Ферраро (англ. Geraldine Anne Ferraro; 26 августа 1935, Ньюберг, штат Нью-Йорк — 26 марта 2011, Бостон) — американский политик, член Демократической партии США.

## Биография
Получила степень доктора права с отличием в Школе права Фордемского университета (1960).
Член Палаты представителей США от штата Нью-Йорк в 1979—1985 годах.
Кандидат в вице-президенты США от демократической партии на выборах 1984 года (выдвинута в паре с Уолтером Мондейлом), первая женщина в американской истории, претендовавшая на данный пост от ведущей партии. В 1993—1996 годах была представителем США в Совете по правам человека ООН.
В декабре 2006 года объявила о своей поддержке демократического кандидата в президенты США Хиллари Клинтон, работала в её предвыборном штабе, откуда ушла в марте 2008 года из-за скандала, связанного с некорректными высказываниями в адрес Барака Обамы.
Член Американского комитета за мир на Кавказе.
Honoris causa нескольких колледжей и университетов.